# Лорі Нельсон Шпільман
Лорі Нельсон Шпільман (англ. Lori Nelson Spielman; нар. 30 квітня 1961 року в Лансінґу, штат Мічиган) — американська письменниця, авторка бестселера «Список мрій», який вийшов у видавництві Bantam Books/Random House у липні 2013 року та був перекладений на 27 мов у 30 країнах. Станом на грудень 2018 року вийшли ще дві її книжки – «Солодке прощення» (Plume, 2015) і «Цитуйте мене» (Temporary name, 2018).

## Життєпис
Шпільман народилася 1961 року в Лансінґу, штат Мічиган, як четверта дитина католицької пари робітничого класу – Френка та Джоан Нельсон – і була першою з сім'ї, хто навчався в університеті. Після закінчення університету (диплом бакалавра, Центральний Мічиганський університет ; Массачусетс, диплом магістра, Мічиганський державний університет) стала логопедом, а потім домашньою вчителькою, навчаючи психічно чи фізично хворих учнів вдома або в лікарні. Професія її першої книжкової героїні саме така – домашня вчителька.
Шпільман почала писати лише після 48 років. Це сталося у жовтні 2009 року, коли вона почала першу чернетку для своєї першої книжки «Список мрій»; через чотири роки книжка вийшла друком. У розпал промоції книжки в неї виявили рак грудей. Після двох операцій їй сказали, що вона здолала рак. Станом на 2015 рік, написавши та опублікувавши другий роман «Солодке прощення», вона полишила викладати та стала письменницею.
Лорі Нельсон Шпільман мешкає в Іст-Ленсінзі зі своїм чоловіком Біллом Шпільманом. Дітей подружжя не має.

## Переклади українською
2013 року у видавництві «КМ-Букс» вийшов український переклад роману «Список мрій», перекладачка — Тетяна Ткалюк. 2024 року у тому ж видавництві вийшов український переклад роману «Доленосна зірка сестер із Тоскани», перекладачка — 	Яна Чорна.

## Зовнішні посилання
- Вебсайт Лорі Нельсон Шпільман
- Життєвий список письменника, 30 липня 2013 р.
- Як письменники вимірюють успіх у глобальному видавництві?, 4 червня 2015 р.